# Effektenkassageschäft
Als Effektenkassageschäft (EKG) bezeichnet man in Österreich die auslaufende Form eines anonymen Wertpapierdepots und deren damit verbundenen Verrechnungskonten.
Der Verwahrer händigte dem Depotnehmer, dessen Identität nicht festgehalten wurde, einen EKG-Bon (Juxtenbon) aus, der Wertpapiercharakter besitzt, und vereinbarte in der Regel zusätzlich ein Losungswort. Da das Überbringen des EKG-Bons und Nennung eines eventuellen Losungswortes die Verfügungsberechtigung nachweist, ist im Verlustfalle ein gerichtliches Aufgebotsverfahren erforderlich. Im Gegensatz zu dem ebenfalls anonymen Tafelgeschäft, für dessen Zweck das EKG ursprünglich geschaffen wurde, beansprucht der Inhaber eines EKGs eine professionelle Depotverwaltung und konnte in späterer Folge auch Wertpapiere anschaffen, die nicht ausfolgbar waren. 
In der Anonymität bestand die Gefahr, dass das EKG für Geldwäschegeschäfte missbraucht wird. Ab 1. August 1996 wurden in Österreich bestehende Effektenkassageschäfte eingefroren, unter Beibehaltung der Anonymität waren nur mehr Abschichtungen möglich. Seit dem 1. Juli 2002 müssen sich alle Verfüger legitimieren.